# Éric Lavaine
Pour les articles homonymes, voir Lavaine.
Éric Lavaine, est un réalisateur, scénariste et directeur artistique français, né le 15 septembre 1962 à Paris.
Il est le co-scénariste/réalisateur des comédies Poltergay (2006) et Protéger et servir (2010), portées par Clovis Cornillac.
Il dirige ensuite Franck Dubosc dans Incognito (2009), Bienvenue à bord (2011) et Barbecue (2014). Enfin, il collabore avec Alexandra Lamy pour Retour chez ma mère (2016), L'Embarras du choix (2017), Chamboultout (2019) et Un tour chez ma fille (2021).

## Biographie

### De Canal + au cinéma (années 1990-2000)
Éric Lavaine débute dans la comédie sur Canal + : après être passé par Les Guignols de l'info en 1989, il participe au développement et à l'écriture de la série comique H, diffusée entre 1998 et 2002.
Il travaille dès 2001 sur la série policière comique Le 17, avec notamment Jean-Paul Rouve, qui passe inaperçue. En revanche, l'année suivante, il crée le format court pour la chaîne payante Faut-il ?, avec Maurice Barthélemy, qui connaît 159 épisodes.
Il passe ensuite au cinéma en co-écrivant la comédie Poltergay avec Héctor Cabello Reyes, et s'en voit confier la mise en scène. Le film, porté par Clovis Cornillac et Julie Depardieu, est une parodie gay du film fantastique américain Poltergeist sortie en 2006.
Il retrouve Reyes pour concevoir Incognito, qui sort en 2009 et a pour têtes d'affiche Franck Dubosc, Jocelyn Quivrin et Bénabar. Ce dernier travaillait également sur H comme scénariste. Les critiques sont bonnes et le public répond largement présent, avec un peu plus d'un million d'entrées.
Désormais, c'est avec Reyes qu'il va co-écrire tous ses films, pour des fortunes diverses.

### Comédies populaires (années 2010-20)

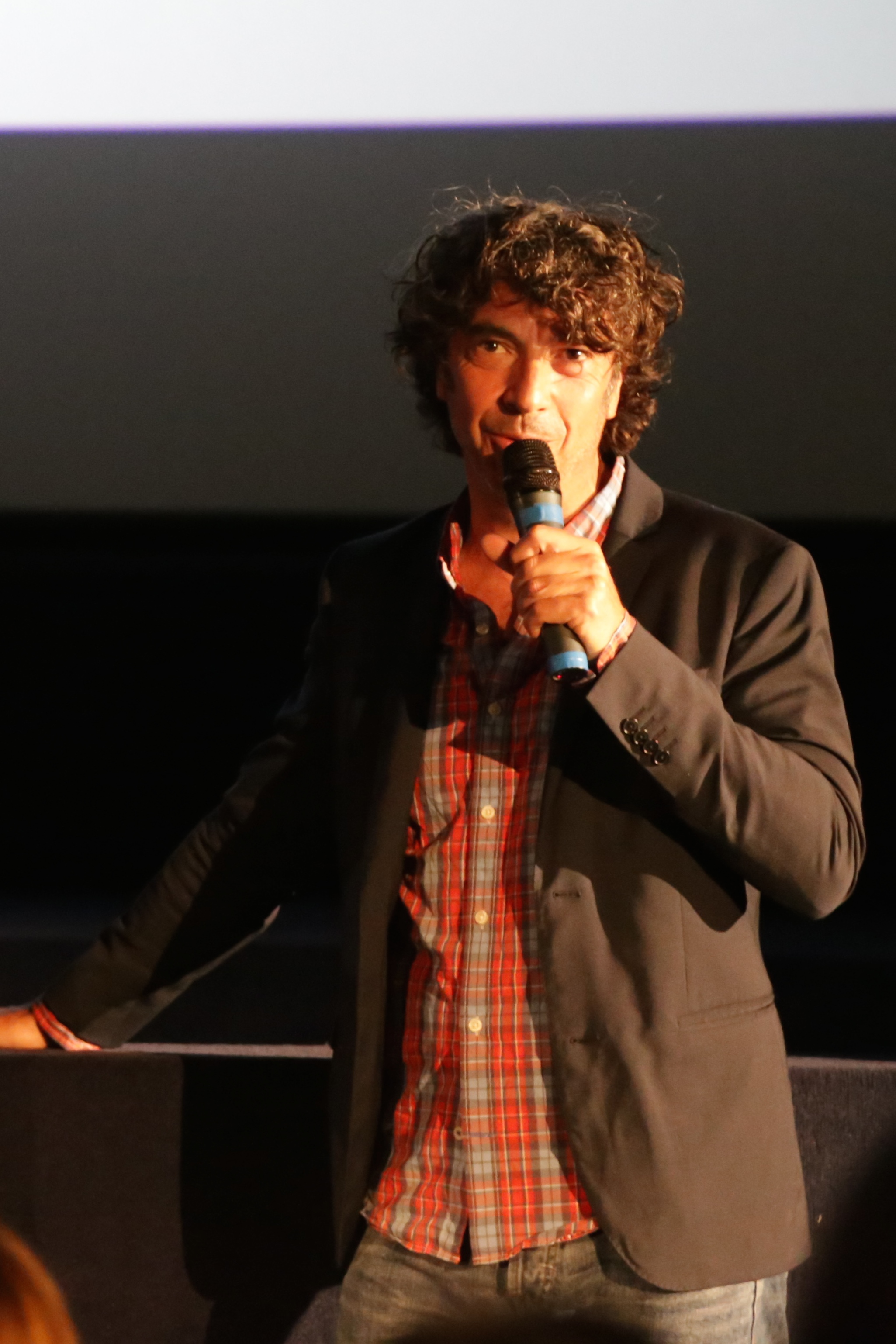
Lavaine à une avant-première de son sixième long-métrage, la comédie Barbecue.

Lavaine et Reyes enchaînent aussitôt avec une adaptation de sa série humoristique de 2002, Le 17, cette fois intitulée Protéger et servir. Cette comédie policière de 2010 repose sur un tandem d'enquêteurs incarnés par Clovis Cornillac et Kad Merad. C'est le plus gros flop de la carrière du cinéaste et l'un des bides de l'année 2010.
Dès l'année suivante, il livre sa quatrième comédie Bienvenue à bord une parodie de la série La croisière s'amuse, qui compte sur un casting convoquant Franck Dubosc, Gérard Darmon et Valérie Lemercier dans les rôles principaux. Si le box-office est correct, les critiques sont catastrophiques. Par ailleurs, le gros budget du film - 16 millions d'euros - en fait un film non-rentable en salles.
Il faut donc attendre trois ans pour voir sa cinquième comédie, au budget plus modeste : en 2014 sort Barbecue, un film de bande mené par Franck Dubosc, Florence Foresti, Lambert Wilson et Guillaume de Tonquédec. Cette fois, c'est le premier gros succès commercial de sa carrière : le film fait 1,6 million d'entrées.
La même année, il co-écrit et met en scène un téléfilm adaptant la pièce Le Voyage de monsieur Perrichon d'Eugène Labiche, avec Didier Bourdon dans le rôle-titre.
Après deux longs-métrages avec Clovis Cornillac et trois avec Franck Dubosc, il entame une collaboration avec une autre actrice révélée par la télévision, Alexandra Lamy. Ensemble, ils produisent la comédie familiale Retour chez ma mère, sortie en 2016. C'est un énorme succès, avec plus de 2 millions de spectateurs en France.
En revanche, ils connaissent un échec avec la comédie romantique L'Embarras du choix, un flop de l'année 2017. Ils se retrouvent cependant pour Chamboultout, sorti en 2019 (dont le box-office dépasse à peine les 700 000 entrées, malgré un bon démarrage), avant de tourner une suite de Retour chez ma mère.
En 2018, il est président du jury de la 15e édition du  FIFO (Festival international du film documentaire océanien) à Papeete.
Il réalise la suite de Barbecue avec Plancha en 2022. Le film ne reste que trois semaines à l'affiche, totalisant 491 096 entrées.
En 2023, il réalise la série TV loufoque Benoît Gênant Officiel qu'il a écrit avec Maurice Barthélemy et Artus, qui tient le rôle principal. La diffusion de la saison 1 a débuté en janvier 2024 sur TMC.

## Filmographie

### En tant que réalisateur

#### Cinéma
- 2006 : Poltergay
- 2009 : Incognito
- 2010 : Protéger et servir
- 2011 : Bienvenue à bord
- 2014 : Barbecue
- 2016 : Retour chez ma mère
- 2017 : L'Embarras du choix
- 2019 : Chamboultout
- 2021 : Un tour chez ma fille
- 2022 : Plancha

#### Télévision
- 2002 : Le 17 ;  série télévisée
- 2014 : Le Voyage de monsieur Perrichon ;  téléfilm
- 2016 : Les Beaux Malaises mini-série, M6
- 2024 : Benoît Gênant Officiel

### En tant que scénariste
- 1988 : Les Guignols de l'info ;  sketch
- 1998-2000 : H ;  série télévisée
- 2002 : Faut-il ? ;  série télévisée
- 2006 : Poltergay
- 2009 : Incognito (coécrit avec Bénabar)
- 2014 : Barbecue
- 2016 : Retour chez ma mère
- 2017 : L'Embarras du choix

### En tant que directeur artistique
- 1998-2000 : H (série télévisée)